# 乙烯四甲酸
乙烯四甲酸是一种有机化合物，化学式为C
6H
4O
8，或写作(HO(OC)-)2C=C(-(CO)OH)2。
它可由乙烯四甲酸四乙酯的水解得到，而这种酯可以通过二溴丙二酸二乙酯和碘化钠的反应制备。它在高温脱水可以得到乙烯四甲酸二酐。